# Кубряки
Кубряки́ — село в Україні, у Степівській сільській громаді Миколаївського району Миколаївської області. Населення становить 305 осіб.

## Символіка
Затверджена 22 серпня 2023р. рiшенням №10 сесії сільської ради. Автори - І.Д.Янушкевич, В.Дробний, Д.Моргунов.

### Герб
Щит поділений перекинуто вилоподібно. У першій червоній частині мурована срібна половина арки, під якою золоте дитинча косулі. У другій лазуровій частині мурована срібним криниця із золотими корбою, відром та фронтоном. У третьому золотому полі виникають три червоні квітки фрітілярії із зеленим листям.

### Прапор
Квадратне полотнище поділене горизонтально на дві рівні частини - синю і червону. Від древка відходить жовте поле шириною в 1/3 від ширини прапора, на якому хвилястий зелений пагін із синіми квітками і червоними серединками.